# Hurry Xmas
"Hurry Xmas" é o trigésimo quarto single da banda japonesa L'Arc~en~Ciel, lançado em 14 de novembro de 2007. Há duas edições do single original, uma normal e uma especial. A edição especial foi embalada em uma caixa de presente, que inclui um DVD com dois videoclipes para a a-side e para a b-side, uma foto da banda, e um enfeite de natal.
O single foi relançado três vezes: em 26 de novembro de 2008, em 9 de dezembro de 2009 e 24 de novembro de 2010. A edição especial de 2009 foi embalada em uma caixa de presente, que incluía um DVD com dois vídeo ao vivo da a-side e da b-side, uma nova foto da banda, e um novo enfeite de natal.

## Desempenho comercial
O lançamento original de 2007 atingiu a 2ª posição na parada do Oricon Singles Chart. As versões de 2008, 2009 e 2010 atingiram as 8ª, 5ª, e 19ª posições, respectivamente.

## Faixas
Todas as letras escritas por hyde. 
| Disco um |                                                         |         |  |
| N.º      | Título                                                  | Duração |  |
| 1.       | "Hurry Xmas"                                            | 4:50    |  |
| 2.       | "I Wish 2007" (P'unk~en~Ciel)                           | 4:19    |  |
| 3.       | "Hurry Xmas (Silent Night version)"                     | 4:41    |  |
| 4.       | "Hurry Xmas (Hydeless version)"                         | 4:50    |  |
| 5.       | "I Wish 2007 (Tetsu P'unkless version)" (P'unk~en~Ciel) | 4:18    |  |

| Disco dois (DVD das edições limitadas de 2007 e 2008) |                                            |         |  |
| N.º                                                   | Título                                     | Duração |  |
| 1.                                                    | "Hurry Xmas (Videoclipe)"                  | 4:50    |  |
| 2.                                                    | "I Wish 2007 (Videoclipe)" (P'unk~en~Ciel) |         |  |

| Disco dois (DVD das edições limitadas de 2009 e 2010) |                                      |         |  |
| N.º                                                   | Título                               | Duração |  |
| 1.                                                    | "Hurry Xmas (Live)"                  |         |  |
| 2.                                                    | "I Wish 2007 (Live)" (P'unk~en~Ciel) |         |  |

## Ficha técnica
- Hyde – vocais
- Ken – guitarra
- Tetsu – baixo
- Yukihiro – bateria